# 华西小红门兰
华西小红门兰（学名：Ponerorchis limprichtii）也称单叶红门兰、华西红门兰，为兰科小红门兰属下的一个植物种。